# Pengambang
Pengambang is een bestuurslaag in het regentschap Rejang Lebong van de provincie Bengkulu, Indonesië. Pengambang telt 1091 inwoners (volkstelling 2010).